# Korriganez
Le Korriganez est un ancien tjalk (péniche néerlandaise) à coque acier. Son port d'attache actuel est Hennebont, sur le Blavet, en Bretagne.

## Histoire
Cette péniche a été construite en 1907 à Hoozegand aux Pays-Bas. Sous les noms de Nantina, Rival puis Kapriool cette péniche navigua jusqu'en fin des années 1980 pour le transport de fret entre les Pays-Bas et l'Allemagne.
En 1983, elle est vendue et réaménagée en habitation à Groningue. De 1987 à 2009 en tant que bateau de croisière elle participe à de nombreuses compétitions de tjalk
En 2009, la péniche est revendue et ramenée en France. Korriganez a obtenu le label BIP (Bateau d'Intérêt Patrimonial) en 2011. L'association Korriganez  l'a fait naviguer sur l'Aulne, en rade de Brest et en mer entre Camaret et Brest à l'occasion de rassemblements maritimes. Elle a notamment participé au rassemblement de vieux gréments Les Tonnerres de Brest 2012. Dorénavant basée à Hennebont où elle est détenue par l'entreprise « Aufildeleau », elle assure des croisières fluviales sur le Blavet et des promenades en mer.

## Caractéristique
Son mât unique de 17 m est en bois et il est rétractable facilement pour naviguer sur les canaux et passer sous les ponts. Il possède aussi deux dérives latérales typiques de ce genre d'embarcation. Son gréement est pourvu d'une grand-voile aurique, d'un foc et d'une trinquette. 